# Nervous (пісня Шона Мендеса)
«Nervous» (укр. Нервовий) — пісня канадського співака Шона Мендеса. Написали Мендесом, Скоттом Гаррісом і Джулією Майклз. Спродюсована Мендесом і Тедді Гейгером. Пісня випущена лейблом Island Records 23 травня 2018 року, як третій сингл із третього студійного альбому Мендеса.

## Випуск
Мендес оголосив про випуск синглу 22 травня 2018 року, опублікувавши його обкладинку та дату випуску у себе в Instagram.

## Музичне відео
Музичне відео було опубліковане 11 червня 2018 року на офіційному каналі Vevo співака на YouTube.

## Автори
Інформацію про авторів отримано із сервісу Tidal.
- Шон Мендес — продюсування, вокал, бек-вокал, гітара
- Тедді Гейгер[en] — продюсування, клавішні, ударні, гітара, перкусія, програмування
- Гаррі Берр — асистент зведення
- Нейт Мерсеро — бас
- Скотт Гарріс[en] — гітара, хлопки
- Ендрю Маурі[en] — зведення

## Чарти
| Чарт (2018)                                    | Найвища позиція |
| ---------------------------------------------- | --------------- |
| Аргентина (Anglo) (Monitor Latino)             | 11              |
| Австралія (ARIA)                               | 51              |
| Австрія (Ö3 Austria Top 75)                    | 39              |
| Канада (Canadian Hot 100)                      | 66              |
| Нідерланди (Mega Single Top 100)               | 38              |
| Німеччина (Official German Charts)             | 86              |
| Нова Зеландія (Heatseekers) (RMNZ)             | 1               |
| Швеція (Sverigetopplistan)                     | 71              |
| Швейцарія (Media Control AG)                   | 59              |
| Велика Британія (Official Charts Company)      | 54              |
| США Bubbling Under Hot 100 Singles (Billboard) | 8               |